# Pouteria exfoliata
Pouteria exfoliata är en tvåhjärtbladig växtart som beskrevs av Terence Dale Pennington. Pouteria exfoliata ingår i släktet Pouteria och familjen Sapotaceae.
Artens utbredningsområde är Costa Rica. Inga underarter finns listade i Catalogue of Life.